# جیمی فارست (بازیکن فوتبال)
جیمی فارست (انگلیسی: Jimmy Forrest; ۲۴ ژوئن ۱۸۶۴ – ۳۰ دسامبر ۱۹۲۵) بازیکن فوتبال اهل پادشاهی متحد بریتانیای کبیر و ایرلند بود.
از باشگاه‌هایی که در آن بازی کرده‌است می‌توان به باشگاه فوتبال بلکبرن روورز اشاره کرد.
وی همچنین در تیم ملی فوتبال انگلستان بازی کرده‌است.